# 조업감시센터
조업감시센터(操業監視센터)는 동해어업관리단의 소속기관이다. 2014년 3월 11일 발족하였으며, 부산광역시 기장군 기장해안로 638에 위치하고 있다. 소장은 행정사무관·공업사무관·해양수산사무관 또는 방송통신사무관으로 보한다.

## 연혁
- 2014년 3월 11일: 동해어업관리단 소속으로 조업감시센터 설치.